# Spiridion Brusina
Spiridion Brusina (Zára, 1845. december 11. – Zágráb, 1908. május 21.) horvát zoológus, malakológus, paleontológus, tengerbiológus, egyetemi tanár, a Magyar Tudományos Akadémia levelező tagja.

## Életútja  és munkássága
1865-től 1867-ig a Bécsi Egyetem természetrajz szakán tanult. 1870-ben a zágrábi Nemzeti Múzeum állattárában kapott tisztviselői állást, majd 1876 és 1901 között a gyűjtemény vezetője volt. Ezzel párhuzamosan 1878-tól 1901-ig a zágrábi Királyi I. Ferenc József Egyetemen a zoológia első nyilvános rendes tanára volt.
Zoológiai munkássága elsősorban az Adriai-tenger és Dalmácia puhatestű-faunájának vizsgálatára terjedt ki. A Kárpát-medencei, főként horvátországi és szlavóniai pliocén kori fosszilis puhatestűekre vonatkozó kutatásai, tengerbiológiai és madártani tanulmányai szintén jelentősek. Az 1860-as évektől a darwini evolúcióelmélet egyik fő népszerűsítője volt. A Glasnik Hrvatskoga narovoslovnoga društva című folyóirat szerkesztője volt.

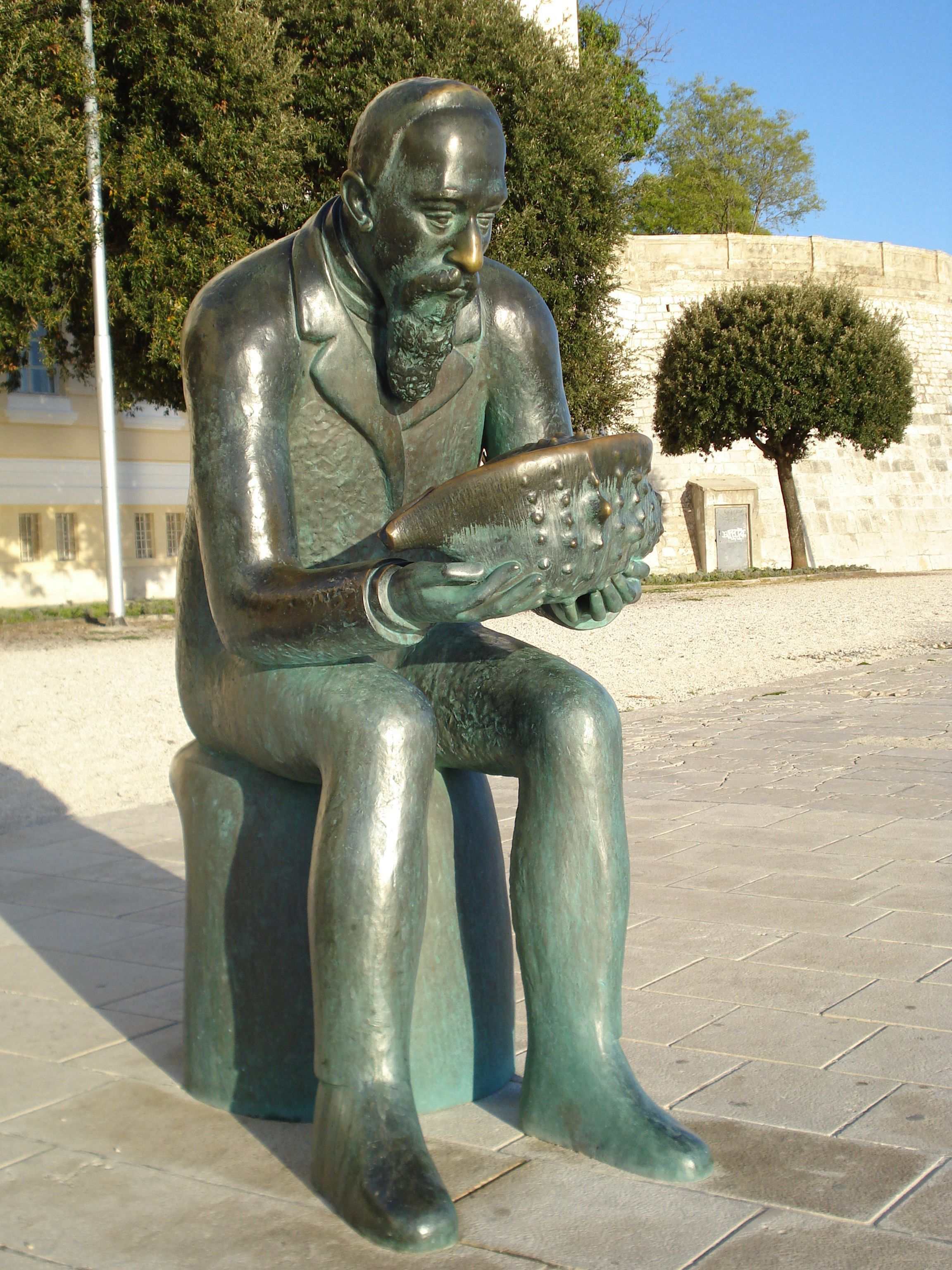
Szobra Zárában

Tudományos  eredményei elismeréseként 1870-ben a Délszláv Tudományos és Művészeti Akadémia levelező, 1874-ben rendes tagjává választották, emellett 1891-ben a Magyar Tudományos Akadémia levelező tagja is lett. 1885-től a Horvát Természettudományi Társulat alapító elnöke volt.

### Főbb művei
- Contribuzione della fauna dei molluschi dalmati. Vienna: Società zoologico-botanica. 1866.
- Prinesci malakologiji Jadranskoj izvadjeni iz rukopisa. Zagreb: Albrecht. 1870.
- Die Fauna der Congerienschichten von Agram in Kroatien. Wien: Hölder. 1884.
- Die Neritodonta Dalmatiens und Slavoniens, nebst allerlei malakologischen Bemerkungen. Frankfurt am main: Kumpf & Reis. 1884.
- Motriocem ptičjega svijeta: Naputak i popis domaćih ptica. Zagreb: Naklada družtva. 1890.
- Fauna fossile terziaria di Markusevec in Croazia: Con un elenco delle dreissensidae della Dalmazia Croazia e Slavonia. Zagreb: Naklada družtva. 1892.
- Gragja za neogensku malakološku faunu Dalmacije, Hrvatske i Slavonije uz neke vrste iz Bosne, Hercegovine i Srbije. Zagreb: Tisak dioničke tiskare. 1897.